# Gerard López
Gerard, właśc. Gerard López Segú (ur. 12 marca 1979 w Granollers) – hiszpański trener i piłkarz, grający na pozycji środkowego pomocnika.

## Kariera klubowa
Gerard pochodzi z Katalonii i w młodym wieku podjął treningi w szkółce piłkarskiej FC Barcelona. Grał w drużynach juniorskich, a w 1996 roku został przesunięty do drużyny B, w której był podstawowym i zdobył 10 goli w sezonie w rozgrywkach Segunda División. Barcelona B spadła jednak do Segunda División B. W 1997 roku zawodnik trafił do Valencii. 31 sierpnia zadebiutował w jej barwach w Primera División w przegranym 1:2 wyjazdowym meczu z RCD Mallorca. W Valencii nie miał jednak miejsca w składzie i był rezerwowym. Latem 1998 wypożyczono go do Deportivo Alavés (debiut: 29 sierpnia w zremisowanym 0:0 meczu z Realem Betis). W Deportivo stał się jednak czołowym zawodnikiem. Zdobył 7 goli i pomógł drużynie w utrzymaniu w Primera División. Po sezonie wrócił do Valencii i stał się jej podstawowym zawodnikiem tworząc linię pomocy z Franciskiem Farinosem, Gaizką Mendietą i Argentyńczykiem Kilym Gonzalezem. Z Valencią dotarł do finału Ligi Mistrzów, jednak hiszpański klub przegrał w nim 0:3 z Realem Madryt. W lidze natomiast zespół zajął 3. pozycję.
W 2000 roku Gerard przeszedł do zespołu Barcelony, wracając tym samym do stolicy Katalonii po 3 latach. W jej barwach swój pierwszy mecz zaliczył 9 września przeciwko Málaga CF, a Blaugrana wygrała w nim 2:1. W Barcelonie Gerard jednak nie zawsze występował w pierwszym składzie, a na pozycji środkowego pomocnika grali wówczas w FC Barcelona tacy zawodnicy jak Xavi, Josep Guardiola, Phillip Cocu, Mendieta, Edgar Davids czy Andrés Iniesta. Za czasów gry w tym klubie Gerard rozegrał 91 spotkań przez 5 lat i zdobył 4 gole. W 2004 roku został wicemistrzem Hiszpanii, a w 2005 wywalczył swój jedyny, jak dotąd, tytuł mistrza kraju.
W lipcu 2005 na zasadzie wolnego transferu Gerard trafił do francuskiego AS Monaco. W Ligue 1 zadebiutował 14 sierpnia w wygranym 2:1 wyjazdowym meczu z RC Strasbourg. Z Monaco nie osiągnął jednak większych sukcesów, a na skutek urazów i kontuzji rozegrał przez dwa sezony tylko 13 spotkań, w których zdobył jedną bramkę.
W 2007 roku Gerard wrócił do Hiszpanii i został piłkarzem Recreativo Huelva. 22 września zadebiutował w nim w meczu z Espanyolem (2:1).
| Sezon   | Klub              | Kraj      | Rozgrywki        | Mecze | Bramki |
| ------- | ----------------- | --------- | ---------------- | ----- | ------ |
| 1996/97 | FC Barcelona B    | Hiszpania | Segunda División | 31    | 10     |
| 1997/98 | Valencia CF       | Hiszpania | Primera División | 11    | 0      |
| 1998/99 | Deportivo Alavés  | Hiszpania | Primera División | 29    | 7      |
| 1999/00 | Valencia CF       | Hiszpania | Primera División | 33    | 4      |
| 2000/01 | FC Barcelona      | Hiszpania | Primera División | 24    | 2      |
| 2001/02 | FC Barcelona      | Hiszpania | Primera División | 15    | 0      |
| 2002/03 | FC Barcelona      | Hiszpania | Primera División | 21    | 0      |
| 2003/04 | FC Barcelona      | Hiszpania | Primera División | 19    | 1      |
| 2004/05 | FC Barcelona      | Hiszpania | Primera División | 13    | 2      |
| 2005/06 | AS Monaco         | Francja   | Ligue 1          | 7     | 0      |
| 2006/07 | AS Monaco         | Francja   | Ligue 1          | 6     | 1      |
| 2007/08 | Recreativo Huelva | Hiszpania | Primera División | 18    | 0      |
| 2008/09 | Girona FC         | Hiszpania | Segunda División | 5     | 4      |
| 2009/10 | Girona FC         | Hiszpania | Segunda División | 21    | 0      |
| 2010/11 | Girona FC         | Hiszpania | Segunda División | 4     | 0      |

## Kariera reprezentacyjna
W reprezentacji Hiszpanii Gerard zadebiutował 3 czerwca 2000 roku w zremisowanym 1:1 spotkaniu ze Szwecją. W tym samym roku został powołany przez José Antonio Camacho do kadry na Euro 2000. Tam wystąpił tylko w ćwierćfinale z Francją, przegranym przez Hiszpanów 1:2. Od listopada 2000 znajduje się poza kadrą narodową, w której rozegrał 6 meczów i strzelił 2 gole.